# Речной (Кемеровская область)
Речной — посёлок в Юргинском районе Кемеровской области. Входит в состав Новоромановского сельского поселения.

## История
В 1980 г. Указом президиума ВС РСФСР поселок Мясокомбинат переименован в Речной.

## География
Находится на р. Томь.

## Население
| 2010 |
| ---- |
| 562  |

## Инфраструктура
Действовал Мясокомбинат 

## Транспорт
Проходит автомобильная дорога регионального значения Новосибирск — Ленинск-Кузнецкий — Кемерово — Юрга